# Ballistische Rakete
Eine ballistische Rakete (englisch ballistic missile) ist eine in der Regel militärische Rakete, die ein Bodenziel auf einer Flugbahn gemäß den Gesetzen der Ballistik erreicht. Bei nicht zu großer Gipfelhöhe entspricht ihre Flugbahn im Wesentlichen der eines Geschosses, einer Wurfparabel. Anders als reaktive Artilleriegeschosse, wie beispielsweise die aus Raketenwerfern verschossenen, sind ballistische Raketen wegen ihrer großen Reichweiten generell gelenkt. Im Unterschied zu Marschflugkörpern und Lenkwaffen besitzen sie kein Tragwerk und kein Marschtriebwerk, sondern werden nur in der Startphase angetrieben, um sie auf die zum Erreichen des Ziels nötige Geschwindigkeit zu bringen. Nach Abbrennen des Treibstoffes bewegt sich die Rakete ohne eigenen Antrieb ähnlich wie eine Granate.
Gestartet werden ballistische Raketen von mobilen oder von festen Vorrichtungen. Bei Raketen größerer Reichweite ist der Startwinkel meist senkrecht und wird erst später in die Zielrichtung umgelenkt, um den Einfluss des Luftwiderstands zu verringern.

## Flugbahn

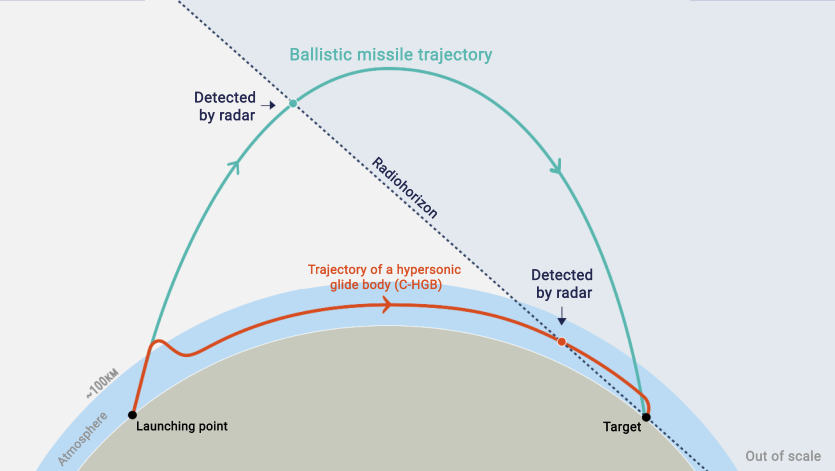
Vergleich der Flugbahn einer ballistischen Rakete (dargestellt in türkis) mit der einer Hyperschallwaffe (dargestellt in rot)

Je weiter entfernt das Bodenziel einer ballistischen Rakete ist, desto mehr weicht ihre Flugbahn von der Parabelform ab und wird zu einer ballistischen Kurve, denn neben der Krümmung der Erdoberfläche und der sphärischen Struktur des Schwerefeldes hat der Luftwiderstand zunehmenden Einfluss. Letzterer sinkt bei sehr großer Höhe. Die Flugbahn wird mit der Annäherung an die Erste Kosmische Geschwindigkeit gemäß den Gesetzen der Himmelsmechanik und dem Ersten Keplerschen Gesetz zunehmend elliptisch.
Erreicht die Rakete auf ihrer Flugbahn die Erste Kosmische Geschwindigkeit, so wird die Flugbahn nicht mehr „ballistisch“ genannt, sondern verläuft ähnlich einer Satellitenbahn. Sie ergibt sich aus der bei Brennschluss erreichten Anfangsgeschwindigkeit und ihrem Neigungswinkel zur Horizontalen.

## Steuerung
Aufgrund der langen Flugstrecke, die wegen der Flugkurve deutlich länger ist als die Reichweite, verhindert der Einfluss atmosphärischer Bedingungen (vor allem Seitenwind) meist eine Zielausrichtung allein beim Start. Damit wird der Einsatz eines Steuerungssystems notwendig – heute meist ein Trägheitsnavigationssystem (inertiales Navigationssystem). Erstmals wurde diese Technik im Zweiten Weltkrieg bei der deutschen A4-Rakete („Vergeltungswaffe 2“ – V2) verwendet. Die A4 hielt, von zwei Kreiselinstrumenten (Gyroskopen) und einer Zeitschaltuhr gesteuert, selbsttätig den voreingestellten Zielkurs.
Heute werden solche Steuerungen durch Satellitennavigation wie GPS oder das russische GLONASS ergänzt. Eine Steuerung findet meist nur während der Brenndauer der Triebwerke statt; in neuerer Zeit wurden als Reaktion auf die Weiterentwicklung der Raketenabwehr auch steuerbare Gefechtsköpfe entwickelt, so MARV für Interkontinentalraketen oder etwa die russische Iskander-Kurzstreckenrakete.

## Militärischer Einsatz
Militärische ballistische Raketen gehören überwiegend zu den Boden-Boden-Raketen bzw. den U-Boot-gestützten ballistischen Raketen und werden entsprechend ihrer Reichweite wie dort angegeben klassifiziert. Vor allem Muster mit großer Reichweite können in erster Linie gegen strategische Ziele zum Einsatz kommen. Zu den wenigen bisher produzierten luftgestützten ballistischen Raketen (air-launched ballistic missile; ALBM), die von strategischen Bombern oder Kampfflugzeugen gestartet werden, gehören beispielsweise die US-amerikanische AGM-48 Skybolt und die russische Ch-47M2 Kinschal mit Hyperschallgeschwindigkeit. Die Nutzlast dieser Raketen ist sehr verschieden und reicht von einfachen Sprengladungen bis hin zu thermonuklearen Sprengköpfen.
Die Treffgenauigkeit einer ballistischen Rakete wird als CEP (Circular Error Probable) in Metern angegeben: der Radius eines Kreises um den Zielpunkt herum, in den statistisch 50 Prozent der Flugkörper treffen. Die genauesten Interkontinentalraketen erreichen einen CEP von 100 m, die ungenauesten in Dienst gestellten von 5 km.
| Klasse                                     | Internationale Bezeichnung                         | Reichweite [km]                          |
| ------------------------------------------ | -------------------------------------------------- | ---------------------------------------- |
| Gefechtsfeld-Kurzstreckenraketen           | Battlefield Short Range Ballistic Missiles (BSRBM) | 0 bis 150                                |
| Kurzstreckenraketen                        | Short Range Ballistic Missiles (SRBM)              | 150 bis 799 (früher bis 999)             |
| Mittelstreckenraketen mittlerer Reichweite | Medium Range Ballistic Missiles (MRBM)             | 800 bis 2.399 (früher 1.000 bis 2.700)   |
| Mittelstreckenraketen größerer Reichweite  | Intermediate Range Ballistic Missiles (IRBM)       | 2.400 bis 5.499 (früher 2.700 bis 5.500) |
| Interkontinentalraketen                    | Intercontinental Ballistic Missiles (ICBM)         | 5.500 bis 15.000                         |
| U-Boot-gestützte ballistische Raketen      | Submarine Launched Ballistic Missiles (SLBM)       | keine Reichweitenklassifizierung         |

Kurzstrecken- und Mittelstreckenraketen mittlerer Reichweite werden auch unter dem Begriff „Theater ballistic missiles“ (TBM) (deutsch in etwa: „Ballistische Rakete für den Kriegsschauplatz“) zusammengefasst. Dieser Begriff wurde nach dem Kalten Krieg geprägt. Davor setzte die Sowjetunion bei der atomaren Abschreckung auf weitreichende Interkontinentalraketen. Kurz- und Mittelstreckenraketen waren primär für die Gefechtsunterstützung mit konventionellen Sprengköpfen vorgesehen. Durch Proliferation nach dem Ende des Kalten Krieges sahen einige Staaten der dritten Welt in den technisch beherrschbaren TBMs eine Plattform für Massenvernichtungswaffen und schufen so eine neue Bedrohungslage.

## Ziviler Einsatz
Das „Ziel“ ziviler ballistischer Raketen ist im Allgemeinen kein Ort auf der Erdoberfläche, sondern das Aussetzen eines Satelliten oder eine (kurze) Zeit Schwerelosigkeit, zum Beispiel für wissenschaftliche Experimente (Schwerelosigkeit für Minuten bis Stunden).
Auf einer ballistischen Flugbahn kann an deren Scheitelpunkt ein Satellit ausgesetzt werden – dieser benötigt dann jedoch einen eigenen Antrieb, um weiter auf die Erste Kosmische Geschwindigkeit beschleunigen zu können.
Oft ist dennoch vorgesehen, dass die Rakete(nstufen) in einem definierten Zielort-Bereich wieder zu Boden fallen, um die mitgeführten Experimente zu bergen, die Rakete wiederverwenden zu können oder eine Gefährdung von Personen zu vermeiden. Mittlerweile gibt es auch Raketen, die bei ihrer Rückkehr geordnet landen können.